# Conoxillus alessandrae
Conoxillus alessandrae là một loài bọ cánh cứng trong họ Cerambycidae.